# ایوان شووالو
ایوان شووالو (روسی: Ива́н Ива́нович Шува́лов؛ ۱ نوامبر ۱۷۲۷ – ۱۴ نوامبر ۱۷۹۷) کسی بود که به او مایسیناس عصر روشنگری روسیه می‌گفتند و اولین وزیر آموزش‌وپرورش روسیه بوده است. اولین تئاتر روسیه، اولین دانشگاه و اولین آکادمی هنر روسیه با مشارکت فعالانه او تأسیس شده‌اند. 